# 赫尔辛基大学
赫尔辛基大学（拉丁語：Universitas Helsingiensis），位于芬兰首都赫尔辛基，成立于1640年，是芬兰最大且历史最悠久的最高学府。

## 历史
赫尔辛基大学始创于1640年3月26日，原名为奥布皇家学院，位于芬兰城市图尔库（奥布为该城市瑞典语名字的译名）。芬兰当时隶属于瑞典王国，奥布皇家学院当时是瑞典帝国的重要学术机构之一。最初学院的建立完全采用了欧洲大学教育系统，采用拉丁语授课。学生们先是在哲学院学习，然后再根据个人兴趣主修神学，法学或者医学。
芬兰在1809年到1917年属于沙俄的大公国。该大学并入了沙俄的大学体系。沙皇亚历山大一世拨款扩建该大学。1828年该大学正式搬至赫尔辛基，其目的是为沙俄培养各种专业人才。19世纪的欧洲和沙俄的大学机构开始倾向于实验，实证的科学研究，从而推动了该大学新的发展。
1917年芬兰正式从沙俄独立出来，成为一个独立的民主国家。该大学被芬兰政府赋予了最高的使命，为芬兰培养各种专业人才。20世纪，赫尔辛基大学的研究能力已经可以和欧洲其他知名大学相媲美。赫尔辛基大学发展至今，共有11个学院和20个相对独立的研究所，500名教授和40,000名学生。目前，赫尔辛基大学是一所高质量的教育和研究机构，为芬兰和欧洲培养各种专业人才。同时，赫尔辛基大学也是欧洲研究型大学联盟和欧洲首都大学联盟之一，是欧洲高等教育的杰出代表，并与世界其他国家有着广泛的学术交流和联系。21世纪的赫尔辛基大学变得更加国际化，吸引着世界各地的求学者。
赫尔辛基大学实行芬兰语和瑞典语双语授课。随着国际化的发展，英语也被广泛地应用于本科阶段的学习，硕士和博士阶段几乎是英语教学。赫尔辛基大学的法律，哲学，数学，理论物理，生命科学及医学等居于世界领先地位。赫尔辛基大学先后孕育出5位诺贝尔得主，此外世界著名的音乐大师让·西贝柳斯亦出自赫尔辛基大学。

## 校区

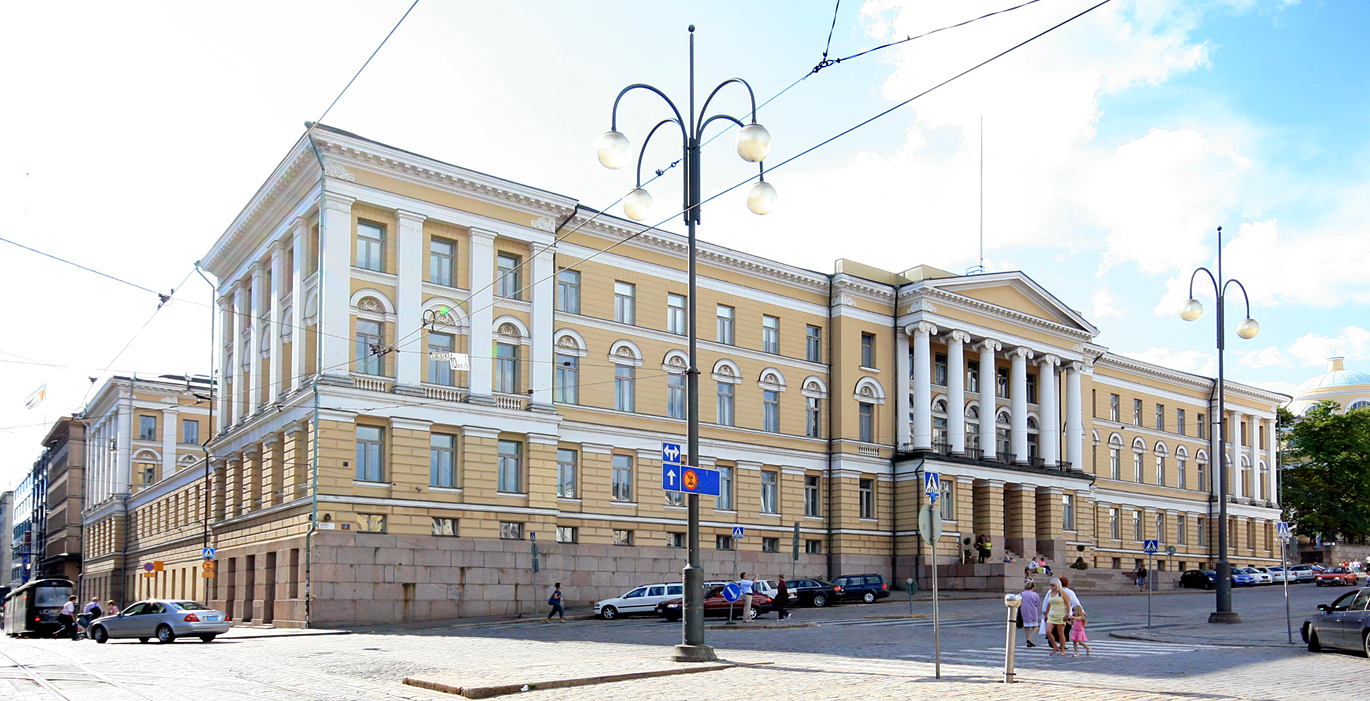
赫爾辛基大學主樓

赫尔辛基大学坐落于北欧芬兰首都赫尔辛基。该大学共有4个主校区，并且还有17个不同的研究所散落在芬兰其它地区。市中心校区（city center campus）是人文以及社会科学方面的院系所在地，Meilahti校区是医药方面的院系和实验室所在地，Kumpula校区是理科方面的院系和实验室所在地，Viiki校区是生命科学方面的院系和实验室所在地。

## 主要学院
赫尔辛基大学现有的11个学院,每个学院都有各自的院徽，其基本图案是一致的，都采用了赫尔辛基大学的经典校徽标志，但各个学院用不同的颜色加以区分。除了以上学院外，还有一些独立的机构比如瑞典语社会科学院（Swedish School of Social Sciences）等。
- 神学院 (faculty of theology)
- 法学院(faculty of law)
- 科学院（faculty of science）
- 社会科学院（faculty of social sciences）
- 医学院（faculty of medicine）
- 兽医学院（faculty of veterinary medicine）
- 行为科学院（faculty of behavioral sciences）
- 文学院（faculty of arts）
- 生物及环境科学院（faculty of Biological and Environmental Sciences）
- 农业及森林科学院（faculty of Agriculture and Forestry）
- 医药学院（faculty of pharmacy）

## 赫尔辛基大学学生会
赫尔辛基大学的学生会可以说是世界上最富有的大学学生会之一。该学生会拥有市值几千万欧元的资产，同时也是芬兰学生运动的重要力量。

## 知名校友
- 让·西贝柳斯，芬兰作曲家，曾在赫尔辛基大学学习法律。
- 林纳斯·托瓦兹，著名开源操作系统Linux创始人。
- 伊尔卡·帕纳宁（芬蘭語：Ilkka Paananen (toimitusjohtaja)），芬兰软件工程师，Supercell（部落衝突等遊戲）創始人。
- 莱奥·梅克林（芬蘭語：Leo Mechelin），诺基亚创始人。
- 弗蘭斯·埃米爾·西蘭帕，芬蘭作家，獲1939年諾貝爾文學獎。
- 拉格納·格拉尼特，芬兰科学家，获1967年诺贝尔生理学或医学奖。
- 阿尔图里·伊尔马里·维尔塔宁，芬兰化学家，获1945年诺贝尔化学奖。
- 本特·霍尔姆斯特伦，芬兰经济学家，获2016年诺贝尔经济学奖。
- 里斯托·吕蒂，芬蘭政治家，前總統，前總理。二戰時領導芬蘭抵抗蘇聯入侵。
- 佩尔·埃温德·斯温胡武德，芬蘭前總統，前總理。
- 卡洛·尤霍·斯托爾贝里，芬蘭前總統。

## 外部連結
- 赫尔辛基大学官方网站 （页面存档备份，存于） （文） （瑞典文） （英文）